# Ivan Lund
Ivan Bernhard Lund (* 13. Mai 1929 in Melbourne; † 9. April 1992 in Brisbane) war ein australischer Fechter.

## Erfolge
Ivan Lund nahm an vier Olympischen Spielen teil. 1952 in Helsinki trat er in sämtlichen Einzel- und Mannschaftswettbewerben mit dem Florett, dem Degen und dem Säbel an, kam aber in keiner Konkurrenz ins Finale. Vier Jahre darauf in Melbourne schied er mit dem Degen erneut in der Vorrunde des Einzels und mit der Mannschaft aus, ebenso 1960 in Rom im Florett-Einzel und mit der Degen-Mannschaft. Bei den Olympischen Spielen 1964 in Tokio trat Lund, der bei der Eröffnungsfeier Fahnenträger der australischen Delegation war, mit dem Florett und dem Degen jeweils im Einzel und mit der Mannschaft an. In sämtlichen Konkurrenzen kam er nicht über die erste Runde hinaus.
Bei Commonwealth Games sicherte sich Lund zwischen 1950 und 1962 insgesamt 13 Medaillen: dreimal gewann er Gold, davon zweimal im Degen-Einzel und einmal mit der Degen-Équipe. Hinzu kamen sechs Silbermedaillen und vier Bronzemedaillen, von denen er auch mehrere mit dem Florett und dem Säbel gewann.